# Internationale Vereinigung zu wissenschaftlichen Studien der Bevölkerungsentwicklung
Die Internationale Vereinigung zu wissenschaftlichen Studien der Bevölkerungsentwicklung (IUSSP) ist eine internationale Non-Profit-Organisation, die zu den Fragen der globalen und territorialen anthropogenen Populationsdynamik forscht. Dazu nutzt sie die moderne Kommunikationstechnik, sie veranstaltet regionale und internationale Workshops, Seminare und Tagungen und organisiert die seit 1965 in vierjährigen Rhythmus stattfindenden IUSSP's International Population Conferences (IPC)

## Historie
Nach einer Konferenz internationaler Wissenschaftler 1927 in Genf, die zur Bevölkerungsentwicklung forschten, wurde der Wunsch laut eine ihre Interessenvertretende ständige internationale Organisation zu schaffen. Treibende Kraft war die US-amerikanische Frauenrechtlerin Margaret Sanger, die die erste Versammlung 1928 in Paris organisierte und auf der die Organisation von 35 Vertretern aus 12 verschiedenen Staaten offiziell konstitutioniert wurde. Beschlossen wurde, dass sich nationale Komitees gründen und gemeinsam den wissenschaftlichen Austausch betreiben sollten. Bis zur nächsten Generalversammlung 1931 in London hatten sich 14 nationale Komitees gegründet aber auf den folgenden Konferenzen, in Berlin 1935 und Paris 1937, wurde immer deutlicher, dass die unterschiedlichen Interessen und Aktivitäten der nationalen Gesellschaften sich zu sehr unterschieden, um verbindliche gemeinsame Beschlüsse zu fassen.
Unterbrochen vom Zweiten Weltkrieg fand der erste Kongress nach dem Krieg 1947 in Washington, D.C. statt. Auf dieser Versammlung mit 147 Teilnehmern aus 32 Ländern wurde dann beschlossen eine Administration mit einem ständigen Ausschuss und einer Geschäftsstelle zu schaffen, um damit den nationalen Divergenzen der 1930er Jahre ein Ende zu bereiten. Zudem war man sich einig, dass die Union aktiver und die Effizienz gesteigert werden solle. In diesem Rahmen schuf man gleichzeitig drei Komitees, die sich den wesentlichen Punkten zur Bevölkerungsentwicklung widmen sollten. Zum ersten ein Komitee, das zu den Fragen der Bevölkerung und Ernährung Antworten finden sollte, zum zweiten ein Komitee zu den Fragen der Fruchtbarkeit und Sterilität und als drittes ein Komitee zur Erstellung von Statistiken im Kontext zu unterentwickelten Ländern.

## Aufgaben und Zweck
Die IUSSP hat sich das Ziel gesetzt die Bevölkerungsentwicklungen wissenschaftlich zu bekleiden, den globalen Wissenstransfer der Forscher zu fördern und ein allgemeines Interesse an Bevölkerungsfragen zu wecken. Zu diesem Zweck organisiert sie
- Seminare und Workshops zur Förderung wissenschaftlicher Erkenntnisse;
- Schulungs- und Fernunterrichtsaktivitäten um der Weiterbildung eine solide Grundlage zu geben;
- alle vier Jahre die Internationale Generalversammlung;
- veröffentlicht sie die Ergebnisse wissenschaftlicher Aktivitäten in einer Vielzahl von Publikationen, die sich an ein wissenschaftliches Publikum, politische Entscheidungsträger und/oder die breite Öffentlichkeit richtet;
- unterhält sie eine Webseite, um ihren Mitgliedern die Zusammenarbeit auf vielfältige Weise zu erleichtern und Bevölkerungsinformationen für ein allgemeines Publikum bereitzustellen[3].

## Nachweise
1. 1 2  History. IUSSP, abgerufen am 26. April 2020 (englisch).
2. ↑  IUSSP headquarters. IUSSP, abgerufen am 26. April 2020 (englisch).
3. ↑  Mission. IUSSP, abgerufen am 26. April 2020 (englisch).